# پلاتوشینکا
پلاتوشینکا (انگلیسی: Platoshinka) یک رودخانه در سرزمین پرم کشور روسیه است.